# Football américain dans le monde
Le Football américain se joue au niveau mondial puisqu'il se pratique en compétition dans 45 pays. 

## Europe
| Pays               | Association Nationale                 | Équipe nationale                                   | Championnat National |
| Allemagne          | Fédération                            | Équipe d'Allemagne de football américain           | Championnat          |
| Autriche           | Fédération                            | Équipe d'Autriche de football américain            | Championnat          |
| Belgique           | Fédération                            | Équipe de Belgique de football américain           | Championnat          |
| Biélorussie        | rattaché à la fédération russe        | -                                                  | -                    |
| Croatie            | Fédération                            | Équipe de Croatie de football américain            | Championnat          |
| Danemark           | Fédération                            | Équipe du Danemark de football américain           | Championnat          |
| Espagne            | Fédération                            | Équipe d'Espagne de football américain             | Championnat          |
| Estonie            | Fédération                            | Équipe d'Estonie de football américain             | Championnat (?)      |
| Finlande           | Fédération                            | Équipe de Finlande de football américain           | Championnat          |
| France             | Fédération                            | Équipe de France de football américain             | Championnat          |
| Grèce              | rattaché à la fédération européenne   | -                                                  | -                    |
| Hongrie            | Fédération                            | Équipe de Hongrie de football américain            | Championnat          |
| Irlande            | Fédération                            | Équipe d'Irlande de football américain             | Championnat          |
| Italie             | Fédération                            | Équipe d'Italie de football américain              | Championnat          |
| Luxembourg         | rattaché à la fédération allemande    | -                                                  | -                    |
| Moldavie           | Fédération                            | Équipe de Moldavie de football américain           | pas de championnat   |
| Norvège            | Fédération                            | Équipe de Norvège de football américain            | Championnat          |
| Pays-Bas           | Fédération                            | Équipe des Pays-Bas de football américain          | Championnat          |
| Pologne            | Fédération                            | Équipe de Pologne de football américain            | Championnat          |
| République tchèque | Fédération                            | Équipe de République tchèque de football américain | Championnat          |
| Royaume-Uni        | Fédération                            | Équipe de Grande-Bretagne de football américain    | Championnat          |
| Russie             | Fédération                            | Équipe de Russie de football américain             | Championnat          |
| Serbie             | Srpska Asocijacija Američkog Fudbala  | Équipe de Serbie de football américain             | Championnat          |
| Slovaquie          | rattaché à la fédération autrichienne | -                                                  | -                    |
| Slovénie           | rattaché à la fédération autrichienne | -                                                  | -                    |
| Suède              | Fédération                            | Équipe de Suède de football américain              | Championnat          |
| Suisse             | Fédération                            | Équipe de Suisse de football américain             | Championnat          |
| Ukraine            | Fédération                            | Équipe d'Ukraine de football américain             | Championnat          |

## Amérique
| Pays       | Association Nationale | Équipe nationale                            | Championnat National                                                                |
| Argentine  | Fédération            | Équipe d'Argentine de football américain    | Championnat                                                                         |
| Bahamas    | Fédération            | Équipe des Bahamas de football américain    | Championnat                                                                         |
| Brésil     | Fédération            | Équipe du Brésil de football américain      | Championnat                                                                         |
| Canada     | Fédération LCF        | Équipe du Canada de football américain      | aucun (La Ligue canadienne de football joue selon les règles du football canadien.) |
| Costa Rica | Fédération            | Équipe du Costa Rica de football américain  | Championnat                                                                         |
| États-Unis | Fédération NFL        | Équipe des États-Unis de football américain | Championnat                                                                         |
| Guatemala  | Fédération            | Équipe du Guatemala de football américain   | Championnat                                                                         |
| Honduras   | Fédération            | Équipe du Honduras de football américain    | Championnat                                                                         |
| Mexique    | Fédération            | Équipe du Mexique de football américain     | Championnat                                                                         |
| Uruguay    | Fédération            | Équipe d'Uruguay de football américain      | Championnat                                                                         |

## Asie
| Pays         | Association Nationale | Équipe nationale                             | Championnat National |
| Chine        | Fédération            | Équipe de Chine de football américain        | Championnat          |
| Israël       | Fédération            | Équipe d'Israël de football américain        | Championnat          |
| Japon        | Fédération            | Équipe du Japon de football américain        | Championnat          |
| Corée du Sud | Fédération            | Équipe de Corée du Sud de football américain | Championnat          |
| Thaïlande    | Fédération            | Équipe de Thaïlande de football américain    | Championnat          |

## Océanie
| Pays             | Association Nationale | Équipe nationale                                 | Championnat National |
| Australie        | Fédération            | Équipe d'Australie de football américain         | Championnat          |
| Nouvelle-Zélande | Fédération            | Équipe de Nouvelle-Zélande de football américain | Championnat          |

## Afrique
| Pays  | Association Nationale                       | Équipe nationale                      | Championnat National |
| Maroc | Association Marocaine de Football Américain | Équipe du Maroc de football américain | Championnat          |